# Ajetsara
Ajetsara (en georgiano: ახეცარა; en abjasio: Ахьацара, romanizado: Ajatsara) es una aldea que pertenece a la parcialmente reconocida República de Abjasia, dentro del distrito de Tkvarcheli, aunque de iure es parte del municipio de Ochmachire de la República Autónoma de Abjasia de Georgia.

## Toponimia
Según la tradición, Ajetsara originalmente se llamaba Sers Ojoye y su afluente Labganiash Gali. El pueblo no se menciona en los materiales de división administrativo-territorial de 1886 y 1930. 

## Geografía
Ajetsara se encuentra a orillas del río Ojoyi, a 25 km de Ochamchire. La aldea se administra desde el pueblo de Agubedia.  